# Royal Trophy 2009
De derde editie van de Royal Trophy werd van 9 - 11 januari 2009 gespeeld, en voor de derde keer op Amata Spring Country Club in Thailand. 
Dit was de eerste keer dat het Aziatische team de trofee won.  

## Teams
| Europa                       | Azië                          |
| ---------------------------- | ----------------------------- |
| José María Olazabal, captain | Naomichi "Joe" Ozaki, captain |
| Nick Dougherty               | Suk-ho Hur                    |
| Johan Edfors                 | Ryo Ishikawa                  |
| Niclas Fasth                 | Wen-Chong Liang               |
| Søren Hansen                 | Prayad Marksaeng              |
| Pablo Larrazábal             | Toru Taniguchi                |
| Paul Lawrie                  | Hideto Tanihara               |
| Paul McGinley                | Thongchai Jaidee              |
| Oliver Wilson                | Charlie Wi                    |

## Schema
- 9 januari (vrijdag): 4x Foursomes, Azië won met 3 - 1
- 10 januari (zaterdag): 4x Four-ball, Azië won met 3½ - ½
- 11 januari (zondag): 8x Singles, Europa won met 4½ - 3½

Totaal: Azië won met 10 - 6